# Rajgród
Rajgród este un oraș în Polonia.